# Bombus flavescens
Bombus flavescens (saknar svenskt namn) är en insekt i överfamiljen bin (Apoidea) och släktet humlor (Bombus) som lever i stora delar av Sydöst- och Centralasien.

## Beskrivning
Bombus flavescens är en medelstor humla med ljust orangebruna vingar och kort tunga. Drottningen blir 17 till 18 mm lång, arbetarna 11 till 15 mm, hanen mellan 12 och 15 mm. Könsdimorfismen är stor hos arten. Honan har svart huvud och mellankropp. Främsta tergiten är oftast gul, även om den också kan vara svart. Andra tergiten kan variera mellan gul, svart eller gul framtill, svart baktill. Den tredje tergiten är alltid svart, och resten av bakkroppen orange. Hanen har en ännu mera varierad färgteckning: Hela eller nästan hela kroppen kan vara gul; en färgform har huvud, mellankropp och de två främsta tergiterna gula, tergit 3 svart och resten av bakkroppen orange; ytterligare en färgform är svart på huvud (med några grå hår inblandade), mellankropp och de 3 främsta tergiterna, samt orange på resten av bakkroppen.

## Ekologi
Arten förekommer i bergslandskap på relativt låg höjd (450 till 2 800 m). Den var tidigare vanlig, men har numera blivit allt sällsyntare. Flygtiden varar från mitten av maj till mitten av september.

## Utbredning
Bombus flavescens är vitt utbredd i Sydöst- och Centralasien. Den finns från Himalaya, Myanmar, Thailand, Vietnam, Malaysias fastland, Filippinerna, Taiwan samt stora delar av Kina (provinserna Yunnan, Sichuan, Shanxi, Hubei, Hunan, Jiangxi, Fujian, Guangdong, Hainan, Guangxi, Guizhou och Zhejiang).

## Taxonomi
Som framgår ovan är artens utseende mycket växlande, något som också avspeglas i de många synonymerna. Många forskare talar därför om ett Bombus flavescens-komplex, det vill säga ett artkomplex snarare än en enskild art. Nyligen (2023) har en undersökning gjorts för att försöka kartlägga taxonomin hos detta artkomplex.